# Дапкайчяй
Дапкайчяй (Dapkaičiai) — хутір у Литві, Расейняйський район, Пагоюкайське староство, знаходиться за 2 км від села Каулакяй. 2001 року в Дапкайчяї ніхто не проживав.

## Принагідно
- Dapkaičiai [Архівовано 3 липня 2017 у Wayback Machine.]

| Литва | Це незавершена стаття з географії Литви. Ви можете допомогти проєкту, виправивши або дописавши її. |